# Chất làm ổn định

Trong công nghiệp hóa chất, một chất ổn định là một hóa chất được sử dụng để ngăn chặn sự xuống cấp. Các chất ổn định nhiệt và ánh sáng được thêm vào chất dẻo và chất đàn hồi vì chúng đảm bảo việc chế biến an toàn và bảo vệ sản phẩm chống lão hóa và ảnh hưởng của thời tiết. Xu hướng này hướng tới hệ thống chất lỏng, pellet, và tăng sử dụng masterbatch. Có các chất ổn định đơn chức năng, song chức năng và đa chức năng. Về mặt kinh tế, các nhóm sản phẩm quan trọng nhất trên thị trường cho chất ổn định là các hợp chất dựa trên calci (calci-kẽm và organo-calci), chì, và chất ổn định thiếc cũng như chất ổn định chất lỏng và ánh sáng (HALS, benzophenone, benzotriazole). Chất ổn định dựa trên cadmi phần lớn đã biến mất trong những năm qua do các lo ngại về sức khỏe và môi trường.

Các chất làm ổn định tiêu biểu
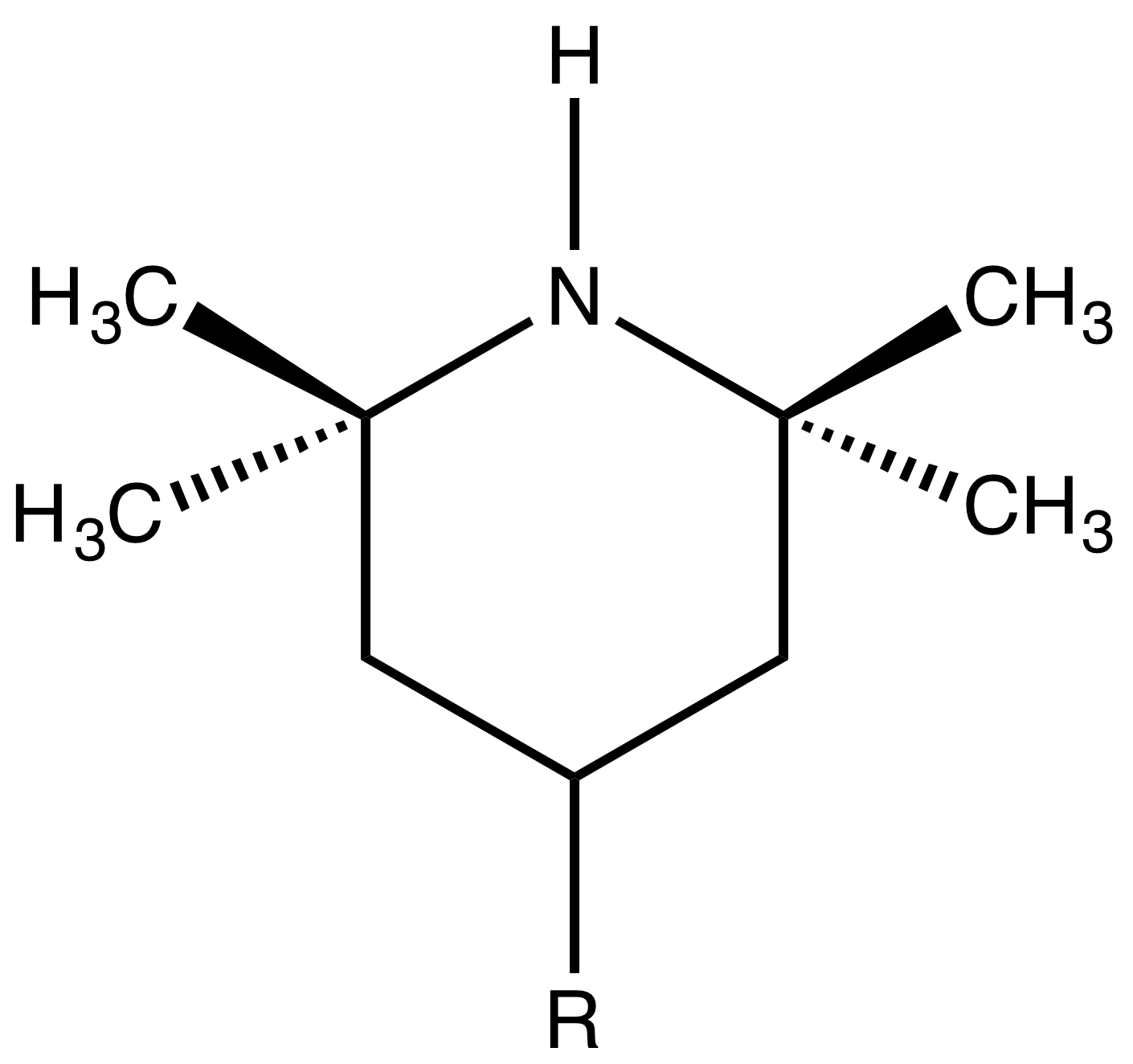
Cấu trúc một phần của chất ổn định ánh sáng amin bị cản trở điển hình, được sử dụng rộng rãi để bảo vệ sơn ô tô khỏi bị suy giảm bởi tia UV.
Salpn là một chất khử hoạt tính kim loại điển hình được sử dụng như một chất phụ gia nhiên liệu để ngăn chặn các quá trình oxy hóa dẫn đến gôm và chất rắn. Các chất khử hoạt tính kim loại như salpn tạo phức bền với kim loại, ngăn chặn hoạt tính xúc tác của chúng. [3]